# 315 Constantia
Constantia (asteroide 315) é um asteroide da cintura principal, a 1,8646124 UA. Possui uma excentricidade de 0,1681243 e um período orbital de 1 225,71 dias (3,36 anos).
Constantia tem uma velocidade orbital média de 19,89425488 km/s e uma inclinação de 2,42624º.
Este asteroide foi descoberto em 4 de Setembro de 1891 por Johann Palisa.